# Campeonato Mundial de Halterofilismo de 1965
O 40º Campeonato Mundial de Halterofilismo foi realizado em Teerã, no Irã entre 27 de outubro a 3 de novembro de 1965. Participaram 85 halterofilistas de 24 nacionalidades.

## Medalhistas
| Evento                     | Ouro                                 | Ouro     | Prata                                | Prata    | Bronze                              | Bronze   |
| -------------------------- | ------------------------------------ | -------- | ------------------------------------ | -------- | ----------------------------------- | -------- |
| Galo (56 kg)               | Imre Földi · Hungria                 | 360,0 kg | Shiro Ichinoseki · Japão             | 355,0 kg | Yoshiyuki Miyake · Japão            | 345,0 kg |
| Pena (60 kg)               | Yoshinobu Miyake · Japão             | 385,0 kg | Mieczysław Nowak · Polónia           | 375,0 kg | Rudolf Kozłowski · Polónia          | 360,0 kg |
| Leve (67,5 kg)             | Waldemar Baszanowski · Polónia       | 427,5 kg | Marian Zieliński · Polónia           | 425,0 kg | Vladimir Kaplunov · União Soviética | 412,5 kg |
| Médio (75 kg)              | Viktor Kurentsov · União Soviética   | 437,5 kg | Werner Dittrich · Alemanha Oriental  | 437,5 kg | Aleksandr Kurynov · União Soviética | 432,5 kg |
| Meio-pesado-leve (82,5 kg) | Norbert Ozimek · Polónia             | 472,5 kg | Aleksandr Kidyayev · União Soviética | 460,0 kg | Jerzy Kaczkowski · Polónia          | 445,0 kg |
| Meio-pesado (90 kg)        | Louis Martin · Reino Unido           | 487,5 kg | Vladimir Golovanov · União Soviética | 480,0 kg | Géza Tóth · Hungria                 | 462,5 kg |
| Pesado (+ 90 kg)           | Leonid Zhabotinsky · União Soviética | 552,5 kg | Gary Gubner · Estados Unidos         | 545,0 kg | Károly Ecser · Hungria              | 522,5 kg |

## Quadro de medalhas
| Ordem | País              | Medalha de ouro | Medalha de prata | Medalha de bronze | Total |
| ----- | ----------------- | --------------- | ---------------- | ----------------- | ----- |
| 1     | Polónia           | 2               | 2                | 2                 | 6     |
| 1     | União Soviética   | 2               | 2                | 2                 | 6     |
| 3     | Japão             | 1               | 1                | 1                 | 3     |
| 4     | Hungria           | 1               | 0                | 2                 | 3     |
| 5     | Reino Unido       | 1               | 0                | 0                 | 1     |
| 6     | Alemanha Oriental | 0               | 1                | 0                 | 1     |
| 6     | Estados Unidos    | 0               | 1                | 0                 | 1     |
| Total | Total             | 7               | 7                | 7                 | 21    |